# モーリー・ロバートソン
モーリー・ロバートソン（Morley Edmund Robertson、1963年1月12日 - ）は、日本を中心に活動している米国籍のタレント、DJ、ラジオパーソナリティ、ミュージシャン、コメンテーター。ニューヨーク生まれの広島市育ち。『モリロバ』とも。
パートナー（事実婚）は女優の池田有希子。実弟は米国軍保健科学大学助教のDr.Henry T Robertson。遠い親戚にアメリカのキリスト教プロテスタント保守派の指導者の一人、パット・ロバートソンがいる。

## 来歴
アメリカ合衆国ニューヨーク生まれ。実家はメリーランド州モンゴメリー郡ポトマクにある。スコットランド系アメリカ人で心臓専門医の父Thomas Lee Robertson, Jr.、毎日新聞社記者である日本人の母ロバートソン黎子の間で出生。弟がいる。
1963年：生後2か月から、幼稚園に通う頃まではサンフランシスコに在住。
1968年：父の転勤で広島県広島市段原（現：南区）に移住。父は比治山上の原爆傷害調査委員会（ABCC、現：放射線影響研究所）に勤務し原爆患者の調査にあたった。広島カープ初優勝に貢献したゲイル・ホプキンスが、引退後に医学生になるため、父が書いた推薦状を取りに家に来たことがあるという。広島市の幼稚園を経て、小学校5年生まで広島市のインターナショナルスクールで過ごす。勉強は百科事典くらいある分厚い教科書を自分のペースで進めるなど競争のないゆったりとした雰囲気の環境だった。家に帰ると近所の日本人の友達とよく遊び、自然と広島弁をマスターした。最初はスクールにはモーリーと同じ日米ハーフが多く、広島弁を話せる生徒が多かったが、両親ともアメリカ人で、アメリカのライフスタイルのまま暮らす生徒が増え始めると状況が変わった。彼らは日本にシンパシーがなく、広島弁を話さず、日本のテレビも一切見ない、日本人に対して人種差別的な発言をすることもある"白人至上主義"で、学校側からの一方的な「日本語禁止措置」が発令され、自身の尊厳を守るために、日本の公立小学校に通うことに決める。
1973年：完全に広島っ子になったと認識、「日本語や漢字を使えるようになりたい」と外国人のための学校を辞め、小学校5年の2学期から同市佐伯区の公立小学校である広島市立五日市南小学校に転校。当時は被爆者の先生や被爆2世も多く、今度はベランダから身を乗り出した大勢の生徒から一斉に「帰れ」コールを浴びる。「起立、気をつけ。礼」など日本の規律正しい学校生活に慣れるのは大変だった。
1975年：中学受験をし、広島藩校の流れを汲む男子進学校の私立修道中学校にトップクラスの成績で入学する。父の転勤で2年1学期末に修道中学校を中退し、米国ノースカロライナ州チャペルヒルに転居。今度は「真珠湾野郎!」と罵られた。同年9月、チャペルヒルの公立校に入学したが、すぐにデューラム市の私立校に転校。ここで1年飛び級した。
1977年：父の転勤でサンフランシスコへ転居。同年9月、現地の公立高校に入学。のちに本人の強い希望で広島の修道高等学校に留学生として戻るも、1年後に当時流行っていたディスコに行くなどして「不良」の烙印を押されてしまい、同校を自主退学。
その後、母の実家がある富山県高岡市に母や弟と移住。当初、富山県立高岡高等学校は転入に難色を示し、聴講生の扱いでしばらく通学。その後に編入を認められた。この頃、心の支えになったのが音楽だった。当時の富山にはディスコがなく、仕方がないのでディスコに似ているであろうという理由でライブハウスに足を運び、そこで大手資本のついていない、インディペンデントなパンクバンドの社会への憤りなどを歌う姿勢に感銘を受けて、「自分も音楽の世界で生きていこう！」という指針を持った。近くの工業高校生とパンクバンドを組み市外でライブ活動もしていた。1981年3月、高校を卒業。
中高は日米を行き来したので教育システムの違いに困惑した。特に数学は米国ではプロセスを大切にしていたが、日本では受験を前提に公式を覚えることが多かった。英語が話せるにもかかわらず前置詞や冠詞などを覚えて英語を学ぶのがもどかしかった。
東大に入ったらバンドの宣伝になると思い入試直前の3ヶ月はバンド活動を休んで猛勉強。
1981年4月：東京大学理科一類に入学。ハーバード大学、マサチューセッツ工科大学、スタンフォード大学、イェール大学、カリフォルニア大学バークレー校、プリンストン大学の各大学にも合格。
しかしメディアから「天才」ともてはやされ、復帰を待っていたバンドメンバーからは「お前の脇役になってしまう」と言われ除名された。
東大在学中にプロミュージジャンデビューを果たす。しかし、自身がパンクをやりたいにもかかわらず、メジャーな音楽が求められたことに違和感を覚えた。
同年7月に東京大学中退。東大を4ヶ月で中退した理由について、自分も含め一緒に東大に入学した仲間達が「燃え尽きていた」と語っている。ただひたすら頭に詰め込む受験生時代を送り、その結果やっと東大に合格しても「今からまた勉強して人生を学ぼう」という雰囲気がキャンパスに無く、失望し心機一転ハーバード大学で学ぶことを決意する。
ハーバードでは尋常ではない日々課せられる読書ノルマやリサーチの宿題の量、活発なタブーなき議論の応酬など、自由だが厳しい校風が体に染み込んでいった。しかし大学2年の後半にハーバードの知的な体力をひたすら求められる生活に根負けし自分の良さが発揮できる場所ではないと反発するようになった。翌年、ミニマル音楽の第一人者だったフィリップ・グラスのライブを観たり、ジョン・ケージと直接会話するなどして高揚しアートと実験音楽に身を投じることを決意した。パンクと即興演奏を組み合わせたようなグループを学内で結成。
日本語で高校生に至る少年期を綴った自叙伝を書く。これがヒットし森光子が司会を勤めていたワイドショー『3時のあなた』（フジテレビ）に出演する。
魔術師や霊能者を頻繁に訪ねてのオカルト修行、日本語で書いた自叙伝に関する映画化の浮上と頓挫、バンドメンバーとの確執などの休学期間を経てハーバード大学に復学。
電子音とアニメーションを組み合わせたモンタージュ、聴覚と視覚の同時進行する作品が見る人に幻覚体験をもたらせることに可能性を感じ、電子音楽とアニメーションを専攻、視覚環境学部に進む。
1988年：ハーバード大学を卒業。卒業制作は音と映像のモンタージュ作品だった。

## 人物
東大合格を目指したのは、自身が組んでいたバンドを有名にするためだったと後に語っており、目論見通り18歳のときにミュージシャンとしてデビューしている。
富山県氷見市特産のブリが好物で、2018年に氷見市の観光親善大使「氷見市きときと魚大使」に就任した。
矢沢永吉の大ファン。
現代音楽やモジュラー・シンセサイザーの専門家。最近はクラブDJをする場面が増え、「Block Party」などでメーンフロアに出演するなど活動している。
左利きである｡
大金持ちではない限りアメリカより日本に住んでいた方がいいとコラムで主張している。

## 出演

### ラジオ番組
- Across The View (J-WAVE) - 1991 - 1997年、ナビゲーター・レギュラー出演。
- NOMAD CITY〜The モーリー・ロバートソン計画〜 (J-WAVE) 2001 - 2003年、ナビゲーター・レギュラー出演。
- Jam the WORLD (J-WAVE) - 2001年、木金ナビゲーター・レギュラー出演。
- Elan Vital (Love FM) - 2006年、月火レギュラー出演。
- Early Morley Bird (J-WAVE) 2004 - 2009年、日曜レギュラー出演。
- Morley Robertson Show - 2012年 - レギュラー出演。

m-floの☆Taku Takahashiが主催するインターネット放送局block.fmで生放送している番組。トークとDJが中心で、合間に最新のクラブミュージックも紹介している。次の放送まで一週間アーカイブとして公開している。現在、毎週木曜21:00-22:30に放送中。

### ネット配信
- i-morley

初代パートナー 女優の河野麻子、2代目パートナー池田有希子
- tibetronica（チベトロニカ）

2007年2月6日から3月22日まで、日本ポラロイドが協賛するアート・プロジェクト「tibetronica（チベトロニカ）」で総指揮を務め、チベット自治区、新疆ウイグル自治区などへ渡航し現地取材した。この取材旅行には写真家の相田年一やi-morleyパートナーの女優の池田有希子も同行していた。現地から送られた映像や音声は、ビデオポッドキャストあるいはポッドキャストとして配信されたほか、公式ウェブサイトでも直接視聴ができた（ビデオポッドキャストで配信された映像は、YouTubeにも掲載され、それを公式ウェブサイトでシェアする形式をとった）。また、ライブドアが提供するねとらじを利用して、現地からインターネットラジオの生放送も行い、その一部も編集されポッドキャストとして配信された。番外編の深夜の生配信ではアラバマ大学バーミンガム校大学院で生物統計学を研究する当時36歳の実弟Henryが「ハニャバリ」という名前で出演していた。
現地から日本に送られた音素材を元に現代音楽作曲家の菅野由弘により組曲が制作された。
2007年6月15日にその活動報告会が催された。
- モーリー・ロバートソン・チャンネル（ニコニコ生放送）

2014年-2017年、月2回レギュラー出演。

### テレビ

#### ドラマ
- テレビ東京開局55周年特別企画 ドラマスペシャル 二つの祖国（2019年、テレビ東京）- ウェッブ裁判長 役
- 大河ドラマ 青天を衝け（2021年、NHK）- マシュー・ペリー 役
- 日本沈没-希望のひと- 第3話・第7話（2021年10月24日・11月28日、TBSテレビ）- ピーター・ジェンキンス 役
- 倫敦ノ山本五十六（2021年12月30日、NHK総合）- ノーマン・デービス代表 役
- だが、情熱はある 第9話（2023年6月4日、日本テレビ） - 監督 役
- 家政夫のミタゾノ 第6シリーズ 第8話（2023年11月28日、テレビ朝日） - サイモン・ラジーモ 役[24][25]
- おいしい給食 Season3 第9・10話（2024年12月4日・11日）- トーマス 役[26]
- ドラマW ゴールデンカムイ -北海道刺青囚人争奪編- 第5話（2024年11月3日、WOWOW） - エディー・ダン 役[27]

#### ドキュメンタリー
- NHKスペシャル 新・幕末史 グローバル・ヒストリー（NHK総合） - ハリー・パークス 役
  - 「第1集 幕府vs列強 全面戦争の危機」（2022年10月16日）
  - 「第2集 戊辰戦争 狙われた日本」（2022年10月23日）
  - 新・幕末史 完全版（2023年1月3日）

#### レギュラー
- Revolution No.8（1994年、フジテレビ）
- 所さん!大変ですよ（2015年4月2日 - 、NHK総合）- コメンテーター
- 教えて!ニュースライブ 正義のミカタ（朝日放送テレビ）- 隔週コメンテーター
- スッキリ（2017年10月4日 - 2023年3月30日、日本テレビ）- 木曜コメンテーター
- 報道ランナー（関西テレビ）- 月曜コメンテーター
- 富山いかがdeSHOW（富山テレビ）
- ワンエフ（北日本放送）
- 水曜日のニュース・ロバートソン（BSスカパー）
- 今夜はナゾトレ（2018年9月18日 - 2019年8月20日、フジテレビ）- 問題出題者としてVTR出演
- マエストロたちの晩餐会（2021年3月21日不定期 - NHK BS4K/BSプレミアム）- MC
- DeepTV.art（2022年5月6日 - 9月30日、TOKYO MX） - MC

#### バラエティー
- 徹子の部屋（2021年6月2日、テレビ朝日）
- 人生最高レストラン（2023年7月22日、TBSテレビ）

#### クイズ番組
- ネプリーグ (2017年5月22日・6月5日・26日・9月4日・10月2日・12月4日・2018年1月8日、4月23日・5月7日・8月13日・2019年1月28日、5月13日・6月3日・10月21日・12月2日・2020年2月17日、8月24日)

### 映画
- 劇場版 おいしい給食 Road to イカメシ（2024年5月24日公開予定、AMGエンタテインメント / イオンエンターテイメント） - トーマス 役[28]

### 舞台
- 饗宴/SYMPOSION（2024年7月3日 - 7日、世田谷パブリックシアター）[29]

#### CM
- 東京新聞（中日新聞社、2019年 - ）
- Honda「VEZEL」（2021年4月 - ）

### 連載
- 『メルマ旬報』水道橋博士が編集長を務めるメールマガジンのコラム「Into The 異次元」を連載中。[30]
- 『週刊プレイボーイ』に「 モーリー・ロバートソンの挑発的ニッポン革命計画」を連載中。
- 『P+D MAGAZINE』に「モーリーのBOOK JOCKEY」を連載[31]。
- 『Newsweek日本版』にコラム「点と線」を連載。[32]

## 著書
- 『よくひとりぼっちだった』文藝春秋、1984年。ISBN 978-4163386706。
- 『ハーバードマン』（1991年、文藝春秋、ISBN 4163452303; ISBN 978-4163452302）
- 『魔術師の弟子』（1993年、自主出版）
- 『挑発的ニッポン革命論 煽動の時代を生き抜け』（2017年、集英社）
- 『悪くあれ！窒息ニッポン、自由に生きる思考法』（2017年、スモール出版）

「知的サバイバル」シリーズ
- 『自分を信じていい時代 水平化した世界で生まれる多様性』（2013年、カドカワ・ミニッツブック、電子書籍）
- 『モーリーの「知的サバイバル」セミナー 第1回 知識×直感＝しなやかな強さ』（2013年、カドカワ・ミニッツブック、電子書籍）
- 『モーリーの「知的サバイバル」セミナー 第2回 煽動・プロパガンダ』（2014年、カドカワ・ミニッツブック、電子書籍）
- 『モーリーの「知的サバイバル」セミナー 第3回 洗脳・マインドコントロール』（2014年、カドカワ・ミニッツブック、電子書籍）
- 『モーリーの「知的サバイバル」セミナー 第4回 善意の力と現実』（2014年、カドカワ・ミニッツブック、電子書籍）
- 『モーリーの「知的サバイバル」セミナー 第5回 失敗した麻薬との戦争』（2014年、カドカワ・ミニッツブック、電子書籍）
- 『モーリーの「知的サバイバル」セミナー 第6回 ルールが変わった世界で自由に生きるために』（2014年、カドカワ・ミニッツブック、電子書籍）
- 『モーリーの「知的サバイバル」セミナー 番外編01 学生との対話「プランBを持って世界へ！」』（2013年、カドカワ・ミニッツブック、電子書籍）

## ディスコグラフィー
- 空からモーリーが降って来る（徳間ジャパン、1996年・2006年）
- 疾風怒涛る（いぬん堂出版、2003年）
- Be-nas （プラズマ・レーベル、1997年）
- 無題（自主出版、1996年）
- ハイパー・ギター・デュオ（日本カセット・テープ・レコーヂング）
「モーリー・ロバートソン＋ツタキ・シュンジ」名義によるギター・ライブ盤。
- スーパー「突然段ボール＋チコ・ヒゲ＋モーリー・ロバートソン」名義。（徳間ジャパン、1995年）
- かみさまレボリューション（日本カセット・テープ・レコーヂング、1994年）
- トラッシュアート（自主出版、1984年・1996年・2007年）
- ストイック・哀愁ゼミナール（CBSソニー、1981年8月）

Dubstep DJ Mix
- Morley's Beautiful Melody Mix（2013年、Beatport、Dubstep DJ Mix）
- Dubstep with the Serge Analog（2013年、Beatport、Dubstep DJ Mix）
- This Is Your Brain On Dubstep（2013年、Beatport、Dubstep DJ Mix）